# Hesketh-with-Becconsall
Hesketh-with-Becconsall – civil parish w Anglii, w Lancashire, w dystrykcie West Lancashire. W 2011 civil parish liczyła 4041 mieszkańców.